# Miguel García Granados Zavala
Miguel García Granados Zavala (El Puerto de Santa María, 29 de setembro de 1809 – Cidade da Guatemala, 8 de setembro de 1878) foi um político e militar da Guatemala. Após a revolução liberal de 1871, foi Presidente da Guatemala de 29 de junho de 1871 a 4 de junho de 1873.

## Carreira
García Granados era conhecido como um liberal moderado. Ele se comprometeu com Rafael Carrera, e tentou se dar bem com seu sucessor Vicente Cerna. Simpatizante da revolta contra o governo, García Granados fugiu para o exílio e foi apoiado por liberais guatemaltecos. Depois de retornar à Guatemala, García Granados tornou-se o líder da revolução contra Cerna. Ele serviu como presidente provisório de 1871 a 1873 após a vitória liberal da Cidade da Guatemala. García Granados queria regularizar o governo construindo um regime legal. Em 1872, a Guatemala invadiu Honduras, onde García Granados decretou a liberdade de imprensa e expulsou os jesuítas.
García Granados e seu sucessor Barrios apoiam múltiplas revoltas liberais. Durante sua presidência, García Granados criou a bandeira guatemalteca por decreto, que permanece quase idêntica à sua versão de 1871.  Garcia Granados apoiou a educação e as artes. Em 1871 ele convidou o maestro italiano Pietro Visoni para ficar na Guatemala e se tornar o diretor da principal banda militar. Visoni mais tarde fundou a Martial Symphony Band e a Escola de Substitutos, o primeiro conservatório de música formal da América Central. Depois que García Granados deixou o cargo, Barrios serviu como presidente até meados da década de 1870.

Garcia Granados morreu em 8 de setembro de 1878, aos 69 anos de idade. 